# 1355
1355 (MCCCLV) var ett normalår som började en torsdag i den Julianska kalendern.

## Händelser

### Augusti
- Augusti – Håkan Magnusson blir myndig kung av Norge, varvid Sveriges personalunion med detta land upphör.

### Okänt datum
- Bengt Algotsson blir hertig över Finland och Halland samt ståthållare i Skåne.

## Födda
- 7 januari – Thomas av Woodstock, hertig av Gloucester.
- Bonifatius IX, född Pietro Tomacelli, påve 1389–1404 (född detta år, 1350 eller 1356).
- Foelke Kampana, frisisk adelskvinna och regent.

## Avlidna
- 16 april – Peder Jensen, dansk ärkebiskop sedan 1334.